# Gare de Dettwiller
La gare de Dettwiller est une gare ferroviaire française de la ligne de Noisy-le-Sec à Strasbourg-Ville, située sur le territoire de la commune de Dettwiller, dans la collectivité européenne d'Alsace, en région Grand Est.
C'est une halte voyageurs de la Société nationale des chemins de fer français (SNCF), du réseau TER Grand Est, desservie par des trains express régionaux.

## Situation ferroviaire
Établie à 168 mètres d'altitude, la gare de Dettwiller est située au point kilométrique 466,462 de la ligne de Noisy-le-Sec à Strasbourg-Ville (dite ligne de Paris à Strasbourg), entre les gares de Steinbourg et de Wilwisheim.

## Histoire
La gare de Dettwiller est mise en service le 29 mai 1851 par la Compagnie du chemin de fer de Paris à Strasbourg lorsqu'elle ouvre la section de Strasbourg à Sarrebourg de la future ligne de Paris à Strasbourg.
Le 21 janvier 1854, la Compagnie des chemins de fer de l'Est succède à la Compagnie du chemin de fer de Paris à Strasbourg.
En 1871, la gare entre dans le réseau de la Direction générale impériale des chemins de fer d'Alsace-Lorraine (EL) à la suite de la défaite française lors de la guerre franco-allemande de 1870 (et le traité de Francfort qui s'ensuivit).
Le 19 juin 1919, la gare entre dans le réseau de l'Administration des chemins de fer d'Alsace et de Lorraine (AL), à la suite de la victoire française lors de la Première Guerre mondiale. Puis, le 1er janvier 1938, cette administration d'État forme avec les autres grandes compagnies la SNCF, qui devient concessionnaire des installations ferroviaires de Dettwiller. Cependant, après l'annexion allemande de l'Alsace-Lorraine, c'est la Deutsche Reichsbahn qui gère la gare pendant la Seconde Guerre mondiale, du 1er juillet 1940 jusqu'à la Libération (en 1944 – 1945).
En 2010, la SNCF envisage de démolir le bâtiment voyageurs de la gare, désaffecté, en raison de sa vétusté. Le conseil municipal de Dettwiller ne s'oppose pas à la démolition du bâtiment malgré les protestations de plusieurs habitants.
En novembre 2010, Rémy Vettor, candidat PS aux élections cantonales de Saverne et Pernelle Richardot, conseillère régionale, s'opposent à la destruction du bâtiment voyageurs et soutiennent un projet de rénovation.
L'ancien bâtiment voyageurs est démoli entre le 22 et le 28 octobre 2012,. La gare devient une simple halte.
Ce bâtiment, de style néo-classique, qui datait des années 1850, était identique à plusieurs des gares de la ligne, notamment celle de Lutzelbourg ou la première gare de Mommenheim, qui existent toujours. Il correspond vraisemblablement à un bâtiment de type 5 qui aurait été agrandi par la suite.
Les nouveaux aménagements de la gare de Dettwiller sont inaugurés le 9 novembre 2013 en présence de Philippe Richert, président de la région Alsace, Patrick Hetzel, député du Bas-Rhin, Thierry Carbiener, conseiller général du Bas-Rhin, Pierre Kaetzel, président de la Communauté de communes de la région de Saverne, Jacques Mazars, directeur régional de la SNCF, Thomas Allary, directeur régional de RFF, et Gabriel Osswald, maire de Dettwiller.
En 2022, la SNCF estime la fréquentation annuelle de cette gare à 135 299 voyageurs, contre 116 580 en 2021.

## Fréquentation
De 2015 à 2024, selon les estimations de la SNCF, la fréquentation annuelle de la gare s'élève aux nombres indiqués dans le tableau ci-dessous.
| Année                      | 2015    | 2016    | 2017    | 2018    | 2019    | 2020    | 2021    | 2022    | 2023    | 2024    |
| -------------------------- | ------- | ------- | ------- | ------- | ------- | ------- | ------- | ------- | ------- | ------- |
| Voyageurs                  | 130 471 | 134 122 | 141 697 | 136 948 | 135 859 | 102 216 | 116 580 | 135 299 | 144 719 | 151 473 |
| Voyageurs et non voyageurs | 163 089 | 167 653 | 177 122 | 171 185 | 169 824 | 127 770 | 145 725 | 169 124 | 180 899 | 189 342 |

## Service des voyageurs

### Accueil
Halte SNCF, c'est un point d'arrêt non géré (PANG) à accès libre. Elle est équipée d'automates pour l'achat de titres de transport. La traversée des voies s'effectue par un passage souterrain.

### Desserte
Dettwiller est desservie par des trains TER Grand Est de la relation de Strasbourg - Saverne - Sarrebourg.

### Intermodalité
Un parking pour les véhicules y est aménagé.